# Dílce
Dílce (en allemand : Diletz) est une commune du district de Jičín, dans la région de Hradec Králové, en République tchèque. Sa population s'élevait à 63 habitants en 2022.

## Géographie
Dílce se trouve à 4 km au nord de Jičín, à 44 km au nord-ouest de Hradec Králové et à 79 km au nord-est de Prague.
La commune est limitée par Podůlší au nord, par Železnice au nord et à l'est, par Jičín au sud, par Kbelnice au sud et à l'ouest, et par Brada-Rybníček à l'ouest.

## Histoire
La première mention écrite de la localité date de 1542.

## Transports
Par la route, Dílce se trouve à 5 km de Jičín, à 55 km de Hradec Králové et à 98 km de Prague. 